# قصور الصمام ثلاثي الشرف
قصور الصمام ثلاثي الشرف أو قصور ثلاثي الشرف (بالإنجليزية: Tricuspid insufficiency)‏ هو مرض يُصيب الصمام ثلاثي الشرفات، يُشير المرض إلى عدم إغلاق الصمام ثلاثي الشرفات بشكل كامل أثناء عملية الانقباض. يسمح هذا الخلل للدم بالتدفق إلى الخلف والحد من كفاءته. يُمكن أن يكون سبب هذا القصور هو تغيير بنيوي لاحد مكونات الصمام ثلاثي الشرفات، من المُمكن أن تكون الآفة أولية (شذوذ داخلي المنشأ) أو ثانوي (توسع البطين الأيمن).
تنقسم أسباب قلس ثلاثي الشرف إلى أسباب خلقية ومكتسبة، وإلى أساسية وثانوية. يشير قلس ثلاثي الشرف الأساسي إلى وجود عيب في الصمام ثلاثي الشرف فقط –كما في التهاب الشغاف العدوائي، بينما يشير قلس ثلاثي الشرف الثانوي إلى حدوث العيب الصمامي نتيجةً لبعض الأمراض الأخر –كما في قصور البطين الأيسر أو ارتفاع ضغط الدم الرئوي.
يحدث قلس ثلاثي الشرف إما بآلية توسع حلقة الصمام بسبب توسع البطين الأيمن؛ إذ يؤدي الأخير إلى تباعد الوريقات الثلاثة عن بعضها البعض، أو بسبب شذوذ في أحد الوريقات الثلاث أو جميعها.

## العلامات والأعراض
تعتمد أعراض قلس ثلاثي الشرف على شدته. يسبب القلس الشديد قصور قلب أيمن، ويلاحظ ذلك بتطور حبن ووذمات محيطية.
يمكن سماع نفخة قلبية انقباضية عند إصغاء القلب عبر جدار الصدر. تكون النفخة عادةً منخفضة التردد ويقع أفضل مكان تسمع فيه على الحافة القصية السفلية اليسرى. تزداد النفخة مع الشهيق وتنقص مع الزفير، ويطلق على ذلك علامة كارفالو. مع ذلك، قد تكون النفخة غير مسموعة بسبب انخفاض الضغط النسبي في الجانب الأيمن من القلب. يمكن سماع صوت ثالث للقلب على الحافة القصية السفلية اليسرى، وهو يزداد مع الشهيق أيضًا.
عند فحص الرقبة، قد يلاحظ وجود موجات C-V عملاقة في النبض الوداجي. في الحالات الشديدة، يحدث تضخم في الكبد يمكن جسه في الربع العلوي الأيمن من البطن، وقد يكون الكبد نابضًا عند الجس، بل ويمكن في بعض الحالات ملاحظة النبض بالتأمل فقط.

## الأسباب
يمكن تصنيف أسباب قلس ثلاثي الشرف ضمن أسباب خلقية ومكتسبة، أو أساسية وثانوية. تكون التشوهات الخلقية أقل شيوعًا من التشوهات المكتسبة، ويعتبر توسع البطين الأيمن أشيع سبب مكتسب لقلس ثلاثي الشرف. في معظم الحالات، يحدث التوسع بسبب قصور القلب الأيسر أو ارتفاع ضغط الدم الرئوي. تتضمن الأسباب الأخرى لتوسع البطين الأيمن ما يلي: احتشاء البطين الأيمن واحتشاء عضلة القلب السفلي والقلب الرئوي. [بحاجة لمصدر طبي]
في ما يتعلق بالأسباب الأساسية والثانوية فهي:

### الأسباب الأساسية
- روماتزم
- ورم مخاطي
- شذوذ إبشتاين
- تليف بطانة عضلة القلب
- التهاب شغاف
- رض (إصابة كليلة على جدار الصدر)

### الأسباب الثانوية
- قصور البطين الأيسر الانقباضي
- تضيق الصمام التاجي أو قلسه
- داء رئوي مزمن
- انصمام الرئة الخثري
- أمراض العضلة القلبية
- نقص تروية البطين الأيمن واحتشاؤه
- تحويلة من اليسار إلى اليمين
- مرض قلبي سرطاوي

## التدبير والعلاج

### الدوائي
بشكل عام، يوصى بالعلاج الطبي لا الجراحي لقلس ثلاثي الشرف إذا كان السبب توسع البطين الأيمن أو قصور القلب الأيسر.

### الجراحي
يمكن استبدال الصمام ثلاثي الشرف بصمام ميكانيكي أو طعم حيوي. قد تسبب الصمامات الميكانيكية ظواهر صمية خثرية، بينما تكون الصمامات الحيوية عرضةً للتنكس. تشير بعض الأدلة إلى عدم وجود فروق ذات أهمية إحصائية بين الصمامات الميكانيكية والطعوم الحيوية.
في قلس ثلاثي الشرف، قيمت الدراسات مشكلة الجراحة إزاء عدم الجراحة إحصائيًا باستخدام سلسلة من الحالات المشفوية –معظمها لأسباب ثانوية. في هذه الحالات، توصلوا إلى ارتفاع معدل البقيا في حال إجراء الجراحة مقارنةً بعدم إجراءها لدى المرضى المتناظرين صحيًا في 60٪ من الحالات (معدل الخطر= 0.74).